# NGC 3299
NGC 3299 (również PGC 31442 lub UGC 5761) – galaktyka spiralna z poprzeczką (SBdm), znajdująca się w gwiazdozbiorze Lwa. Została odkryta 19 marca 1784 roku przez Williama Herschela. Galaktyka ta należy do Grupy galaktyk Lew I.